# Dolichopus syriacus
Dolichopus syriacus är en tvåvingeart som beskrevs av Becker 1917. Dolichopus syriacus ingår i släktet Dolichopus och familjen styltflugor. Inga underarter finns listade i Catalogue of Life.